# Atelopus petriruizi
Atelopus petriruizi är en groddjursart som beskrevs av Ardila-Robayo 1999. Atelopus petriruizi ingår i släktet Atelopus och familjen paddor. IUCN kategoriserar arten globalt som akut hotad. Inga underarter finns listade.